# Elfik wstęgoszyi
Elfik wstęgoszyi (Coeligena torquata) – gatunek ptaka z rodziny kolibrowatych (Trochilidae) występujący w zachodniej Ameryce Południowej w Andach.

## Systematyka, zasięg występowania
Systematyka tego gatunku jest kwestią sporną. Międzynarodowy Komitet Ornitologiczny (IOC) wyróżnia 8 podgatunków C. torquata:
- C. t. conradii (Bourcier, 1847) – elfik białopierśny – wschodnia Kolumbia, północno-zachodnia Wenezuela
- C. t. torquata (Boissonneau, 1840) – elfik wstęgoszyi – Kolumbia, północno-zachodnia Wenezuela, wschodni Ekwador i północne Peru
- C. t. fulgidigula (Gould, 1854) – elfik modrołbisty – zachodni Ekwador
- C. t. margaretae J. T. Zimmer, 1948 – prowincja Chachapoyas (północne Peru)
- C. t. eisenmanni Weske, 1985 – elfik zielonołbisty – południowe Peru
- C. t. insectivora (Tschudi, 1844) – elfik ubogi – środkowe Peru
- C. t. omissa J. T. Zimmer, 1948 – południowo-wschodnie Peru
- C. t. inca (Gould, 1852) – elfik inkaski – Boliwia

Na liście ptaków świata opracowywanej we współpracy BirdLife International z autorami Handbook of the Birds of the World (5. wersja online: grudzień 2020) do C. torquata zaliczane są tylko podgatunki torquata, fulgidigula, margaretae i insectivora, a pozostałe podnoszone są do rangi gatunków: C. conradii, C. eisenmanni i C. inca (wraz z omissa jako podgatunkiem). Lista ta jest wykorzystywana przez Międzynarodową Unię Ochrony Przyrody (IUCN).

## Morfologia
WyglądUpierzenie oliwkowozielone z białym pasem na szyi i sterówkach, na głowie bordowa plama.
Średnie wymiary
- Długość ciała około 14,5 cm, masa ciała samca około 7,3 g, samicy około 6,6 g[2].

## Ekologia
BiotopGórskie, wilgotne lasy mgliste.
PożywienieŻywi się nektarem i owadami.

## Status
Międzynarodowa Unia Ochrony Przyrody (IUCN) od 2014 roku dzieli ten takson na cztery odrębne gatunki, wszystkie zalicza do kategorii najmniejszej troski (LC – Least Concern); trendy liczebności ich populacji są spadkowe. 